# Preussens äldre historia
Denna artikel behandlar Preussens äldre historia, från förkristen tid och fram till Konungariket Preussens bildande 1701.

## Fornpreussen
Preussen har såväl geografiskt, etniskt som politiskt inte alltid varit tysk. Preussen som ett politiskt statsbegrepp har sitt ursprung i ett vasalllän till Polen (1466–1657). Namnet Preussen är dock betydligt äldre än så och har sitt ursprung i de baltiska pruserna (latin: pruzzi, prussi eller prutheni, i Nestors krönika prusi; den latinska benämningen borussi är en lärd konstruktion från 1500-talet) fordom bebodda området längs Östersjöns kust mellan Njemen och Wisła, vilket motsvarar östra Polen från Östersjön ned till Warszawa ungefär samt Kaliningrad. Detta land var i äldre tider vilt och svårtillgängligt, skogigt och uppfyllt av träsk och sjöar. Man talade huvudsakligen ett språk som kallades prusiska (eller fornpreussiska), men även semgalliska, seliska och kuriska. De prusiska folk som då levde där var nära besläktat med invånarna i dagens Litauen.
Prusernas levnadssätt liknade fornslavernas: Städer fanns inte. Huvudnäringarna var jakt, fiske och boskapsskötsel. Jordbruk förekom endast i liten omfattning. Religionen var en enkel naturdyrkan utan tempel. En helig plats var Romowe (i Samland) med sina gudabilder. Religionen liknade romuva.
Det kristna missionsarbetet i Preussen började redan 997, då biskop Adalbert av Prag reste till pruserna, blev deras apostel och led martyrdöden bland dem. Hans arbete fullföljdes först på 1200-talet. Då utgick missionen från Polen, särskilt från hertig Konrad av Masovien, som försökte vidga sitt hertigdöme på de ofta härjande prusernas bekostnad. Konrad, som samtidigt deltog i tronstrider om Krakowtronen, saknade resurser för att bevaka två oroshärdar samtidigt. År 1226 begärde Konrad hjälp av Tyska orden, som honom ovetandes 1222 kastats ut från sitt värdland Ungern för att de i lönndom för sin länsherre, Ungerns kung Andreas II, sökt att bilda en egen stat där. Orden lovade Konrad bistånd mot försäkran om besittning av det polska Kulmlandet, och därifrån började den 1230 erövra landet under befäl av lantmästaren Hermann Balk. Efter häftigt motstånd var erövringen fullbordad 1283.

## Preussen i Tyska ordens ägo (1230–1466)
I det erövrade landet inströmmade tyska nybyggare; det prusiska elementet utrotades, assimilerades eller trängdes alltmer undan och tyska seder och språk blev gällande. Tyska orden, vars högmästare 1309 flyttade sitt residens från Venedig i Republiken Venedig till Marienburg i Preussen, utvidgade sina besittningar, dels västerut (Pommerellen) på Polens bekostnad, dels österut under strider med litauerna, men sedan dessas storfurste Jagiello 1386 blivit kung i Polen, knäcktes ordens expansionslusta.
Den 15 juli 1410 blev orden grundligt besegrad i slaget vid Tannenberg och måste i första freden i Thorn den 1 februari 1411 göra de första avträdelserna på all mark de ockuperat. Ett nytt krig (1454–1466) krossade slutgiltigt ordens imperiedrömmar genom den andra freden i Thorn den 19 oktober 1466, då orden tvingades att bli Polens vasall på nytt och helt avträda allt land det erövrat omkring Wisła, Västpreussen och Östpreussen. Preussen delas upp i det Kungliga Preussen, som blev en integrerad del av det polska kungadömet, och i Ordenspreussen, som blev en polsk vasallstat.

## Hertigdömet Preussen (1525–1701)
Därmed började en förfallets period, som slutade med, att högmästaren Albrekt, en prins av den frankiska grenen av det i Brandenburg regerande huset Hohenzollern, 1525 gjorde ordenslandet till ett världsligt furstendöme för sig och sina arvingar under Polens överhöghet. Hertig Albrekt (1525–1568) fick samtidigt tillåtelse av den för sin tid i religionsfrågor ovanligt tolerante polske kungen Sigismund I att införa lutherdomen. Albrekt gjorde sig väl förtjänt vad gäller landets skolväsen, men hans regering var för övrigt ej synnerligen lycklig för hertigdömet.
Hans son, Albrekt Fredrik (1568–1618), var omyndig när fadern dog och förföll till följd av sin uppfostran i dysterhet och psykisk ohälsa. Hans närmaste arvinge var hans kusin Georg Fredrik av Brandenburg-Ansbach, som övertog förmyndarskapet för den sinnessjuke regenten. Då Georg Fredrik dog (1603) övergick arvsrätten och 1605 också förmyndarskapet till Albrekt Fredriks måg, den brandenburgske kurfursten Johan Sigismund, som efter svärfaderns död (1618) förenade landet med Brandenburg. Dennes sonson, Fredrik Vilhelm (1640–1688), som under den svenske kungen Karl X Gustavs krig mot Polen intog en tvetydig ställning, blev genom traktaten i Königsberg 7 januari 1656 tvungen att ställa Östpreussen under svensk överhöghet, men befriades redan genom traktaten i Labiau 10 november samma år från denna förbindelse. 
Genom att förråda sin länsherre Polen och sluta upp på svensk sida i det polsk–svenska kriget 1655–1660 löstes Östpreussen från vasallförhållandet till Polen i fördraget i Wehlau 29 september 1657. Genom att därpå erbjuda det hårt ansatta och utmattade Polen att bryta med svenskarna mot att Preussen befrias från polskt vasallskap blev Preussen självständigt i freden i Oliwa den 3 maj 1660. När Fredrik Vilhelms son kurfurst Fredrik III antog konungatiteln 1701 fästes denna vid det suveräna hertigdömet Preussen och ej vid kurfurstendömet Brandenburg, som stod i vasallförhållande till kejsaren, och på så sätt kom Preussen att ge sitt namn åt hela den hohenzollernska monarkin.
Om kurfurstendömet Brandenburgs historia till 1701, se Mark Brandenburg.

## Källa
- Preussen i Nordisk familjebok (andra upplagan, 1915)